# Kitanagoya, Aichi
Kitanagoya (北名古屋市 Kitanagoya-shi) là thành phố thuộc tỉnh Aichi, Nhật Bản. Tính đến ngày 1 tháng 10 năm 2020, dân số ước tính thành phố là 86.385 người và mật độ dân số là 4.700 người/km2. Tổng diện tích thành phố là 18,37 km2.

## Địa lý

### Đô thị lân cận
- Aichi
  - Ichinomiya
  - Komaki
  - Iwakura
  - Kiyosu
  - Toyoyama
  - Nagoya